# Koło
Koło è una città polacca di 23 344 abitanti che si trova nel voivodato della Grande Polonia, sulla riva del fiume Warta. La città si trova circa 130 km a est di Poznań, 180 km a ovest di Varsavia e 90 km a nord-ovest di Łódź. Dal 1975 al 1998 la città ha fatto parte del voivodato di Konin, oggi non più esistente (sostituito dal voivodato della Grande Polonia).
La città è famosa per la produzione di sanitari.

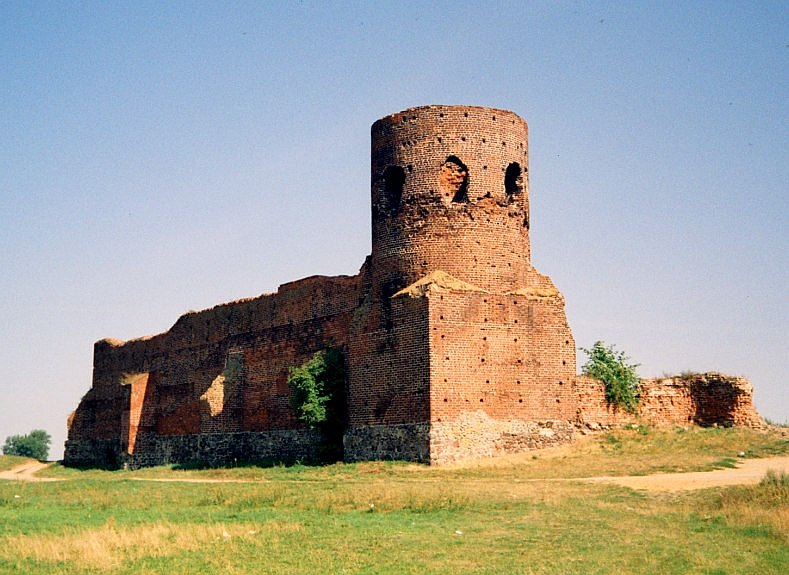
Castello del XIV secolo

## Storia
La città (menzionata anche come Colo) ricevette la giurisdizione locale nel 1362 dal re Casimiro III. Era situata in un posto sicuro vicino al castello reale, su di un'isola sulle diramazioni del fiume Warta; la cittadina non aveva mura ma solo due cancelli. Era una città reale e sede di un distretto (starostwo niegrodowe).
Nel 1410 Koło fu un punto di raccolta della nobiltà della Grande Polonia, che indissero guerra contro l'Ordine Teutonico (Battaglia di Grunwald). Nel 1452 il Castello reale di Koło fu il luogo di incontri fra Casimiro IV Jagellone e i rappresentanti dell'Unione Prussiana.
Dall'inizio del XV secolo fino al 1716 Koło rappresentò la città in cui si incontrava il Parlamento distrettuale (Sejmik Generalny) della Grande Polonia, che comprendeva il voivodato di Poznań, il voivodato di Kalisz, il voivodato di Sieradz, il voivodato di Łęczyca, il voivodato di Brest-Litovsk e il voivodato di Inowrocław.
La città si evolse come centro regionale di commerci e scambi, specialmente nel campi dei metalli e nel tessile. Koło fu distrutta due volte: una volta nel 1622 dalle forze di Lisowski, la seconda nel 1655 dagli svedesi; l'economia riuscì a riprendersi solo alla fine del XVII secolo.
Fino al 1793 Koło appartenne al distretto di Konin, nel voivodato di Kalisz, e negli anni 1793-1806 fu occupata dalla Prussia; tuttavia, durante l'insurrezione dei Kosciuzi del 1794 fu temporaneamente liberata dagli insorti. Negli anni dal 1807 al 1815 appartenne al Ducato di Varsavia e in seguito al Regno del Congresso.